# Telefon Bay

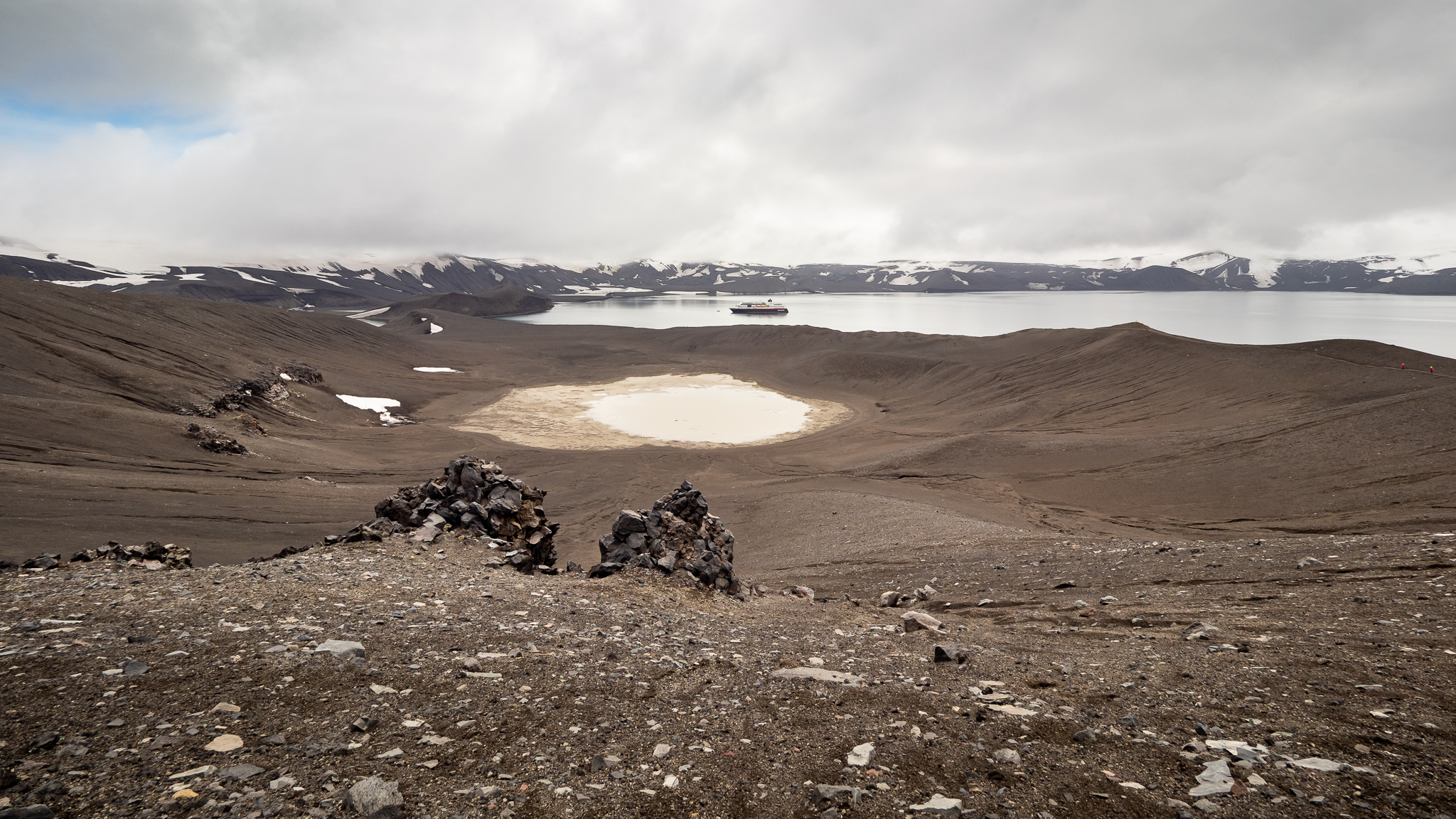
Widok na Telefon Bay (2020)

Telefon Bay – zatoka w północno-zachodniej części naturalnego portu Port Foster – wypełnionej wodą kaldery wulkanu Deception Island w archipelagu Szetlandów Południowych.

## Nazwa
Zatoka została nazwana przez francuskiego polarnika Jeana-Baptiste’a Charcota (1867–1936) Deception Bay . 
Obecna jej nazwa pochodzi od nazwy węglowca SS Telefon, który został zacumowany w niej na zimę 1909 roku . 27 grudnia 1908 roku statek został zepchnięty na Telefon Rocks przy Wyspie Króla Jerzego i opuszczony. Kapitan Adolf Amandus Andresen (1872–1940) – norweski wielorybnik działający w Chile – przyprowadził jednostkę na zimowanie i remont do zatoki. 

## Geografia
Telefon Bay leży w północno-zachodniej części Port Foster  – wypełnionej wodą kaldery wulkanu Deception Island w archipelagu Szetlandów Południowych . Jej wschodnie wybrzeże udostępnione jest dla turystów .
Na jej brzegach spotkać można kotiki antarktyczne, foki Weddella i wydrzyki . W regionie zatoki zaobserwowano występowanie 14 gatunków mchu i 8  gatunków porostów .  
Erupcja wulkanu w grudniu 1967 roku utworzyła w zatoce efemeryczną wyspę .

## Historia
Zatoka została zmapowana przez francuską ekspedycję antarktyczną Jeana-Baptiste’a Charcota (1867–1936) w latach 1908–1910 . 
23 marca 1949 roku po jej południowo-zachodniej stronie Argentyna wzniosła schronisko sezonowe „Thorne”, nazwane na cześć Juana Bautisty Thorne’a (1807–1885) . Schronisko było dwukrotnie zniszczone przez burzę i odbudowane .